# マック竹田
マック竹田（マック たけだ、1986年5月3日 - ）は、日本のプロレスのレフェリー。
本名、竹田 浩紀（たけだ ひろき）、大日本プロレス所属。
群馬県中之条町の観光大使。

## 経歴
2012年、大日本プロレスに入社。
9月29日、広島県立広島産業会館大会にてレフェリーデビュー。
マック竹田に改名した理由は竹田誠志とかぶると言うからであり、かつてのバイト先がマクドナルドであったことを知ったアブドーラ小林が命名したため。
マクドナルドアルバイト時代はスウィングマネージャー（時間帯責任者）まで昇進していた。
横浜文化体育館大会の売店で転び膝の半月板を損傷したことがある。
2013年7月26日後楽園ホール大会、怪我をした李日韓の代わりに塚本拓海 vs 高橋匡哉の蛍光灯100本デスマッチにて蛍光灯デスマッチを初めて裁く。この試合は新世代の2人の試合を新人レフェリーが裁く未来の大日本を期待させるデスマッチとなった。
2014年12月21日、横浜文化体育館大会にてBJW認定世界ストロングヘビー級選手権、石川修司 vs 河上隆一を裁く。これが自身初のタイトルマッチでのレフェリーとなった。
2019年2月21日より、母の故郷である群馬県中之条町の観光大使に就任。
2020年1月22日、帰宅途中に一般人同士の喧嘩を仲裁しネットニュースに掲載される。当時一緒に喧嘩を仲裁した男性に「仲裁のプロなんで」と伝えた。
2020年3月8日に中之条町にて興行開催。観光大使に就任してから1年というスピードで同町の大日本プロレス初開催を決定するも新型コロナウイルスの影響で同年8月に延期も結局中止。
2022年5月15日に2年越しに興行を開催する事が決まった。

## エピソード
- 大きな体ながら試合に目立たないレフェリングに定評がある。目標とするレフェリーはZERO1の笹崎勝己。
- 大ファンである加山雄三のゆうゆう散歩のロケに偶然出くわした事があり、その際撮った加山雄三とのツーショット写真を会社のデスクに飾ってある。
- Jリーグ・ザスパ群馬の熱狂的サポーターでファンクラブ会員である。しかし仕事柄、年に2回ほどしか観戦に行けない。
- マクドナルドよりモスバーガーの方が好きだと、大日本プロレスのニコ生チャンネルの番組内にて公言している。
- 2016年12月6日新木場大会の第1試合レフェリー3人体制マッチの試合中、急遽レフェリー同士の試合になり、特別レフェリーの丸山敦からスクールボーイで3カウントを奪い、レフェリーながら勝利を飾った。
- 2017年5月1日にぎわい座大会の第2試合コスチュームチェンジ6人タッグマッチにて橋本真也風のコスチュームとハチマキをつけて試合に参加。吉野達彦からDDTでスリーカウントを奪い勝利。
- 有吉弘行にラジオで名前を出され、いじられた事がある。
- 大日本のニコ生やニコプロ中継で度々、「柊くるみ（アイスリボン）かと思ったらマックだった（くるみに似ている）」と言われる。

- 大阪を中心に活動するプロレスラー タコヤキーダーが好きで彼の試合を裁いているとムーブメントでレフェリング中に笑ってしまう事が多々ある。
- 2024年秋に月曜から夜ふかしの街頭アンケートに偶然遭遇しインタビューされ、自身のレフェリーでの経験を語った。

## テーマ曲
君といつまでも / 加山雄三